# Trampa atómica
Una trampa atómica o trampa magnética es un dispositivo que utiliza un campo magnético para atrapar neutrones mediante un momento magnético. Aunque tales dispositivos se han utilizado con diferentes propósitos en física, se los conoce especialmente por constituir la última etapa en el proceso de enfriamiento de átomos para lograr el condensado de Bose-Einstein. Esta aplicación fue propuesta originalmente por el físico David Pritchard.

## Principio de operación
Muchos átomos tiene un momento magnético, es decir, que su energía cambia en un campo magnético de acuerdo a la ecuación:
{\displaystyle \Delta E=-{\vec {\mu }}\cdot {\vec {B}}}.
De acuerdo con los principios de mecánica cuántica, el momento magnético de un átomo será cuantizado, vale decir, tomará alguno de ciertos valores discretos. Si el átomo se coloca en un fuerte campo magnético su momento se alineará con el campo. Si un número de átomos se colocan en el mismo campo, se distribuirán sobre los varios valores permitidos de quantum magnético para ese átomo.
Si un campo magnético variable se superpone al campo fijo, aquellos átomos cuyos momentos están alineados con el campo tendrán menor energía en un campo mayor. Como una pelota cuesta abajo en una colina, los átomos tenderán a ocupar lugares con un campo mayor, por lo que se los denomina átomos «buscadores de campo fuerte».
A la inversa, aquellos átomos con un momento opuesto al campo tendrán mayor energía en un campo fuerte, tendiendo a ocupar lugares en un campo más débil, por lo que se los llama átomos «buscadores de campo débil».
Es imposible producir un máximo local de magnitud de campo magnético en el espacio. Sin embargo sí puede producirse un mínimo local. Este mínimo puede atrapar átomos buscadores de campo débil, si no tienen suficiente energía cinética como para escapar. 
Normalmente las trampas atómicas tienen un campo relativamente mínimo y solo son capaces de atrapar átomos cuya energía cinética corresponde a temperaturas del orden de una fracción de kelvin.
El mínimo requerido para la trampa magnética puede producirse de diferentes formas, incluyendo trampas magnéticas permanentes, trampas con configuración Ioffe, trampas QUIC, y otras.

## Trampa atómica de microchip

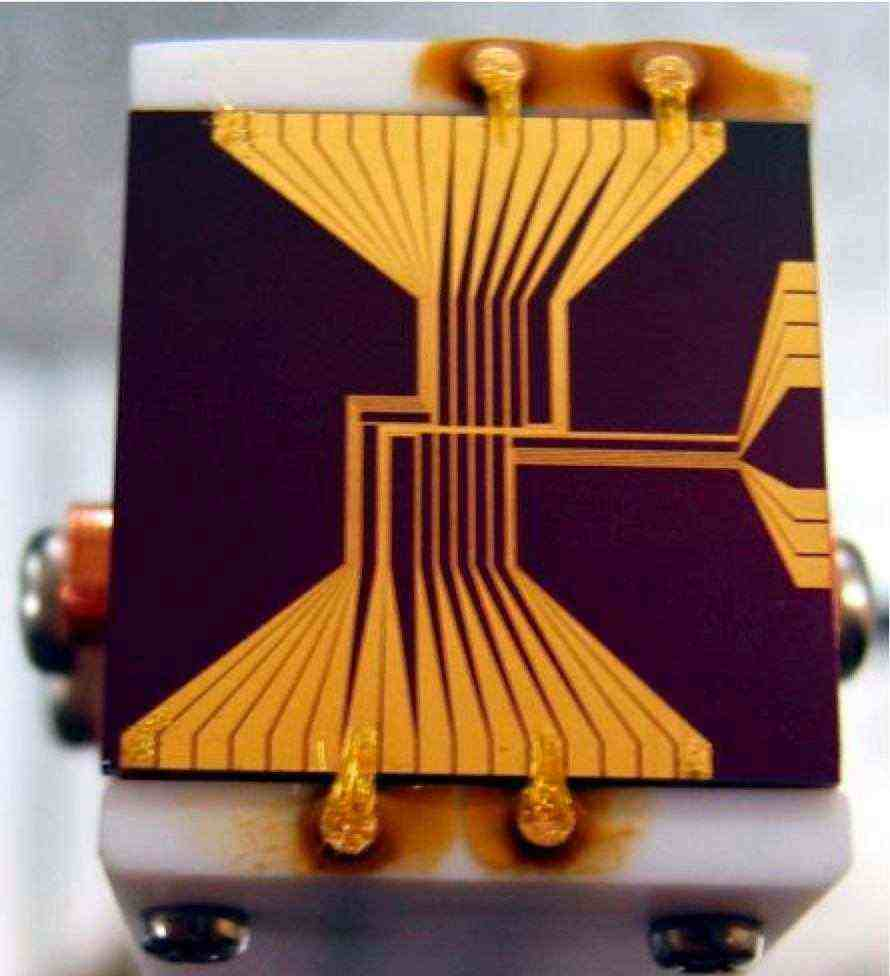
Trampa atómica de microchip desarrollada en el ILS,2005.

La magnitud mínima del campo magnético puede lograrse mediante el llamado «microchip atómico».
En la figura se muestra uno de los primeros microchips utilizados como trampa atómica. El conductor en forma de Z (el circuito dorado impreso sobre la superficie de silicio) se coloca dentro del campo magnético uniforme cuya fuente no se ve en la figura. Solo serán atrapados los átomos con campo magnético de spin positivo. A fin de prevenir la mezcla de estados de spin, el campo magnético externo se inclinó en el plano del chip, proveyendo la rotación adiabática del spin al movimiento del átomo. En una primera aproximación solo la magnitud, pero no la orientación del campo magnético es responsable de la energía necesaria para atrapar al átomo. 
El chip mostrado tiene un tamaño de 2 x 2 cm, pensado par simplificar su fabricación: no obstante podría ser mucho menor. Con métodos litográficos convencionales puede fabricarse un conjunto de trampas, donde cada conjunto se considera como prototipo de una celda de memoria de q-bits en una computadora cuántica. La forma de transferir átomos o q-bits entre trampas está aún en desarrollo. Se asume que existe un control eléctrico mediante electrodos adicionales o uno óptico-adiabático, sin frecuencias resonantes.

## Aplicaciones del condensado de Bose-Einstein
El condensado de Bose-Einstein requiere condiciones de muy alta densidad y muy baja temperatura en una nube de átomos. Se utiliza típicamente el enfriamiento por láser en una trampa magneto-óptica. Sin embargo, tal enfriamiento está limitado por el impulso de retroceso que recibe el átomo de un fotón simple. Lograr el condensado requiere enfriar a los átomos más allá del enfriamiento por láser, lo que significa que los láseres utilizados deben apagarse e iniciar un nuevo método de captura. Las trampas magnéticas se han usado para mantener muy fríos los átomos mientras el enfriamiento por evaporación reduce la temperatura para alcanzar el condensado.